# Falsomesosella bifasciata
Falsomesosella bifasciata es una especie de escarabajo longicornio del género Falsomesosella, tribu Mesosini, subfamilia Lamiinae. Fue descrita científicamente por Breuning en 1938.

## Descripción
Mide 12,5-13,5 milímetros de longitud.

## Distribución
Se distribuye por India.